# Hurdugi
Hurdugi – wieś w Rumunii, w okręgu Vaslui, w gminie Dimitrie Cantemir. W 2011 roku liczyła 699 mieszkańców.